# Dénia (Taifa)

Dénia um 1037

Dénia (arabisch دانية, DMG Dāniya) war eines der maurischen Taifa-Reiche, die nach dem Zerfall des Kalifats von Córdoba im 11. Jahrhundert entstanden. Sein Territorium umfasste neben der am Golf von Valencia gelegenen gleichnamigen Stadt Dénia auch die Inselgruppe der Balearen. In al-Andalus, wie der von Muslimen beherrschte Teil der Iberischen Halbinsel genannt wurde, war die Taifa von Dénia wegen ihres Wohlstands und der glänzenden Hofhaltung ihrer Herrscher berühmt. Militärisch konnte sie sich jedoch auf Dauer gegen ihre Nachbarstaaten nicht behaupten und ging schließlich im Reich der Hudiden von Saragossa auf.

## Geschichte
Den Zerfall des Kalifats von Córdoba nutzte Mudschahid (DMG: Muǧāhid), ein freigelassener Saqlab (arabische Bezeichnung für vorwiegend hellhäutige Sklaven; übersetzt: „Slawe“) Almansors († 1002), des ersten Ministers und Feldherrn des Kalifen Hischam II. († 1013), um sich zwischen 1010 und 1014 in den Besitz des Gebiets um Dénia und der Balearen zu bringen. Mudschahid, ein begabter Herrscher, baute seinen Machtbereich, zu dem kurzzeitig auch Valencia gehörte, zu einem wohlhabenden und leistungsfähigen Territorium aus. Seine Flotte erlangte eine beherrschende Stellung im westlichen Mittelmeer und mehrte durch Piraterie den Reichtum der Taifa von Dénia.
1015 unternahm Mudschahid einen groß angelegten Versuch, Sardinien seinem Machtbereich einzuverleiben. Wie der arabische Geschichtsschreiber Ibn al-Chaṭīb (1313–74) berichtet, landete er mit 120 Schiffen, die auch 1.000 Reiter an Bord hatten, auf der „acht Tagereisen große[n], von vier Königen ... regierte[n] Insel.“ Er schlug einen der vier Inselkönige, „eroberte ein beträchtliches Gebiet“ und machte dabei so viele Gefangene, dass auf dem Sklavenmarkt „die Kopfpreise erheblich sanken.“ Dass es sich bei Mudschahids Flottenunternehmen gegen Sardinien um mehr als einen bloßen Raubzug handelte, geht auch daraus hervor, dass er schon bald mit dem Bau einer neuen Residenzstadt begann, in die er auch seine Familie nachkommen ließ.
Papst Benedikt VIII. (reg. 1012–24) brachte schließlich eine Allianz der Seestädte Genua und Pisa zustande, um die Muslime wieder von der Insel zu vertreiben. Mudschahid wollte sich vor der drohenden Gefahr auf die Balearen zurückziehen, die Flotte der verbündeten Seestädte schnitt ihm jedoch den Weg ab und brachte ihm 1016 eine katastrophale Niederlage bei. Ibn al-Chaṭīb schreibt, dass von Mudschahids Flotte „nur fünf Schiffe und vier Boote verschont“ geblieben seien. Seine gesamte Familie, darunter auch Ali, sein damals einziger Sohn, waren in Gefangenschaft geraten. Nach Bezahlung eines entsprechenden Lösegeldes kamen die meisten Familienangehörigen relativ schnell frei, Ali aber blieb noch bis 1032/33 in Gefangenschaft, da das geforderte Lösegeld die Mittel des Vaters überstieg.
Nach Mudschahids Tod wurde 1045 sein Sohn Iqbal al-Daula Ali (Iqbāl ad-Daula ʿAlī) sein Nachfolger. Gleich zu Beginn seiner Regentschaft kam es zur Auseinandersetzung mit seinem Bruder Hasan, den Mudschahid noch während Alis Abwesenheit als Nachfolger vorgesehen hatte. Hasan konspirierte mit den Abbadiden von Sevilla, die ihm Hilfe beim Mordanschlag zusagten, den er auf seinen Bruder plante. Das Komplott schlug jedoch fehl und Hasan musste aus Dénia fliehen.
Unter Alis Herrschaft konnte sich Dénia friedlich entwickeln und zu hoher wirtschaftlicher Blüte gelangen. Ibn al-Chaṭīb lobt besonders Alis „das Wohl des Volkes fördernde, erfolgreiche Steuer- und Finanzpolitik.“ Dieser Wohlstand aber erregte den Neid der Hudiden in Saragossa. Alis Schwager al-Muktadir (reg. 1046–1081), der Herrscher von Saragossa, besetzte Dénia 1076 und schloss Ali in seiner Residenz ein. Dieser musste sich schließlich mit seinem Sohn ergeben und wurde nach Saragossa gebracht, wo er auch starb. Nachdem der Festlandteil der Taifa von Dénia von den Hudiden annektiert worden war, machte sich der Gouverneur der Balearen, Abdallah al-Murtada, selbständig und begründete seine eigene Taifa von Mallorca. Diese geriet 1114, nach der Eroberung von Ibiza und Mallorca durch eine verbündete pisanisch-katalanische Streitmacht, in die Abhängigkeit der nordafrikanischen Almoraviden und ging schließlich in deren Reich auf.

## Kultur
Dénia war im 11. Jahrhundert wegen seines Reichtums und seines kulturellen Niveaus in ganz al-Andalus bekannt. Mudschahid, ein eifriger Sammler von Büchern, scharte Gelehrte, darunter vor allem Koranleser, um sich und soll ein begabter Philologe gewesen sein. Mit der Philologie habe er sich eingehend beschäftigt, um die Koranwissenschaften studieren zu können. An seinem Hof wirkten beispielsweise der Astronom as-Saffar († 1035), der der Nachwelt bedeutende astronomische Tafeln hinterließ, und der Lexikograf Ibn Sida (1007–1066). Ibn al-Chaṭīb zufolge wurden die Lehren der zahlreichen Gelehrten an Mudschahids Hof „so sehr zum Allgemeingut, dass sie sogar unter seinen Sklaven und Sklavinnen Verbreitung fanden.“

## Herrscher Dénias (Banu Mudschahid)
1. Mudschahid ibn Abdallah al-Amiri al-Muwaffaq (reg. ca. 1012–1045)
2. Iqbal ad-Daula Ali ibn Mudschahid (reg. 1045–1076)